# Bieleń (dopływ Kamiennej)
Bieleń (niem. Weiss Bach) – potok górski w Górach Izerskich, lewy dopływ Kamiennej. Jego źródła znajdują się na południowych zboczach Wysokiego Grzbietu Gór Izerskich, poniżej Zawalidrogi. Płynie na południowy wschód. W środkowym biegu przyjmuje jedyny większy, prawy dopływ Szlifierską Strugę. Uchodzi do Kamiennej w Szklarskiej Porębie Górnej. Płynie po granicie i jego zwietrzelinie. Górna część zlewni Bielenia porośnięta jest górnoreglowymi lasami świerkowymi, częściowo zniszczonymi i odnowionymi poprzez nowe zalesienia, dolna obejmuje części Szklarskiej Poręby – Białą Dolinę i fragment Szklarskiej Poręby Górnej.
W środkowym biegu potok przecina linia kolejowa nr 311 z Jeleniej Góry do Jakuszyc i dalej do Harrachova, tzw. Kolej Izerska.